# 江志斌
江志斌，中国教育部长江学者特聘教授，上海交通大学教授、博士生导师，主要从事复杂生产系统运作管理与医疗健康服务工程研究。

## 生平
1982年毕业于合肥工业大学，1985年获江苏大学硕士学位。2001年起任上海交通大学工业工程与管理系主任。